# Franz Gschnitzer (Jurist)
Franz Gschnitzer (* 19. Mai 1899 in Wien; † 19. Juli 1968 in Innsbruck) war ein österreichischer Jurist und Politiker (ÖVP).

## Leben
Franz Gschnitzer studierte in Innsbruck, Tübingen und Wien. Er habilitierte sich in Innsbruck 1925 mit einer Arbeit über die Kündigung im österreichischen und deutschen Zivilrecht und wurde ebendort 1928 Ordinarius für das Österreichische Privat- und Arbeitsrecht sowie Römisches Recht.
Gschnitzer übte die Funktionen des Dekans, Rektors und Senators der Universität Innsbruck aus. Er war auch als Präsident des Fürstlich Obersten Gerichtshofes des Fürstentums Liechtenstein tätig, als Abgeordneter zum österreichischen Nationalrat und als Mitglied des Bundesrates. Unter der Regierung Julius Raab wurde Gschnitzer neben Bruno Kreisky zum Staatssekretär im Außenamt ernannt. Daneben engagierte er sich im Bergisel-Bund.
Franz Gschnitzer verfasste zahlreiche wissenschaftliche Publikationen; gemeinsam mit Heinrich Klang war er Herausgeber eines umfassenden Kommentars zum ABGB (der 2. Auflage des sog. Klang-Kommentars).
Daneben war Gschnitzer auch belletristisch tätig (unter anderem als Verfasser des Schauspiels „Matterhorn“). Seine literarische Tätigkeit begann er 1916. Sein Einakter Mörder. Ein Lebensbild wurde 1919 im Widerhall veröffentlicht. Ebendort erschien 1920 die Novelle Liebe in Fortsetzungen.
Gschnitzer war mit mehreren Mitarbeitern dieser Zeitschrift befreundet, u. a. mit Josef Leitgeb und Siegfried Ostheimer. Seit 1921 hatte er enge Kontakte zur Brenner-Gruppe, namentlich zu Ludwig von Ficker, Karl Röck und Erich Lechleitner.
Nach ihm ist der Franz-Gschnitzer-Preis benannt. Sein Sohn Fritz Gschnitzer war Althistoriker, sein zweiter Sohn Franz Gschnitzer ein bedeutender Chirurg, seine Tochter Julia Gschnitzer Schauspielerin.